# Albert Fabre
Pour les articles homonymes, voir Fabre.
Albert Fabre est un poète français.

## Prix
Il obtient le Prix Guillaume-Apollinaire en 1969 pour La lumière est nommée aux éditions Seghers.